# Заслуженный деятель науки Республики Беларусь
«Заслуженный деятель науки Республики Беларусь» (бел. Заслужаны дзеяч навукі Рэспублікі Беларусь) — почётное звание в Республике Беларусь. Присваивается по распоряжению Президента Республики Беларусь прославленным белорусским учёным за заслуги в развитии науки.

## Порядок присваивания

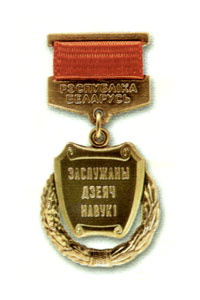
Изображение награды до 2020 года

Присваиванием почётных званий Республики Беларусь занимается Президент Республики Беларусь, решение о присвоении оформляется его указами. Государственные награды (в том числе почётные звания) вручает лично Президент либо его представители. Присваивание почётных званий Республики Беларусь производится на торжественной церемонии, государственная награда вручается лично награждённому, а в случае присваивания почётного звания выдаётся и свидетельство. Лицам, удостоенным почётных званий Республики Беларусь, вручают нагрудный знак.

## Требования
Почетное звание «Заслуженный деятель науки Республики Беларусь» присваивается выдающимся учёным, имеющим учёную степень доктора наук, за заслуги в разработке приоритетных направлений науки и техники, создании научных школ, воспитании и подготовке научных кадров.